# 張丁乾
張丁乾（17世紀—17世紀），字玄儀，一字正儀，河南汝寧府光州光山縣人，明朝、南明政治人物。

## 生平
張丁乾是崇禎三年（1630年）河南鄉試舉人，次年（1631年）聯捷進士，獲授饒陽知縣，有清廉正直聲譽，聯同當地紳士抵擋流寇，後丁憂辭官歸里。十四年（1641年）流寇入襲光州，他被擒，對方誘使他投降，他憤怒責罵對，流寇憤而削去他的鼻子，又斬斷其右手，始終不屈服。
弘光年間張丁乾補任應天教授，朝會時用木耳鼻掩飾其削鼻，人們都認為這樣不祥，後歸里去世。

## 引用
1. ↑  《崇祯四年辛未科三百五十名进士履历》：张丁乾，玄儀，易五房，戊申十二月十五日生。光山人，庚午五十，會一百九十六，三甲一百六十六名。刑部政，授饶阳知县，丁忧。曾祖仁度，府通判。祖海宁。父之绅。
2. 1 2  錢海岳《南明史·卷七十·列傳第四十六》：……張丁乾罷官歸，寇削其耳鼻，後（安宗時）補應天教授，為木耳鼻，朝會用以飾觀，時皆謂不祥。……丁乾，字正儀，光山人。崇禎四年進士，官饒陽知縣。
3. ↑  康熙《光州志·卷四十·選舉志中》：崇禎庚午科（舉人）有……張丁乾…… 俱光山人
4. ↑  康熙《光州志·卷五十六·忠義列傳》：張丁乾，光山人，崇禎辛未進士。授饒陽令，以廉直稱，歸里流寇襲城，乾被執；誘使降，怒詈之，寇憤加以鼻并，斷其右手，卒不屈。
5. ↑  民國《光山縣志約稿·卷三》：張丁乾，字正儀，崇禎辛未進士。授饒陽令，以廉直稱，值流寇猖獗，丁乾合紳士守禦，歷五載無虞。辛巳寇襲城被執，誘使降，丁乾怒詈之，寇憒加以刖劓，並斷其右手，卒不屈，事聞優敘忠烈，授應天學正，加六品俸，歸卒。